# Сполучені Штати Колумбії
4°39′ пн. ш. 74°03′ зх. д. / 4.65° пн. ш. 74.05° зх. д.
Сполучені штати Колумбії (ісп. Estados Unidos de Colombia) — держава в Центральній та Південній Америці, що існувала в другій половині XIX століття.

## Історія
У 1860 в Гранадській конфедерації вибухнула громадянська війна, викликана невдоволенням ліберальних політиків спробами консерваторів урізати права територій і зміцнити централізовану владу. У 1862 видний ліберал, екс-президент Нової Гранади генерал Томас Сіпріано де Москеро заарештував президента конфедерації, оголосив президентом себе, переніс столицю до Боготи і призначив тимчасовий уряд, а Гранадську конфедерацію перейменував у Сполучені штати Нової Гранади.
У 1863, щоб дати законні підстави завершенню громадянської війни, на конференції в Ріонегро прийнято нову Конституцію, відповідно до якої країна перетворювалася на Сполучені штати Колумбії.
Обмеження політичної та військової влади центрального уряду, накладені новою Конституцією, призвели до того, що в наступні роки в країні відбулося близько 40 громадянських воєн місцевого характеру та одна загальнонаціональна (1876-1877).
У 1886 під тиском президента Рафаеля Нуньєса в країні прийнята нова Конституція, що перетворила союз штатів на централізовану Республіку Колумбія.